# Liste des sites Ramsar en Nouvelle-Zélande
Cet article recense les zones humides de Nouvelle-Zélande concernées par la convention de Ramsar.

## Statistiques
La convention de Ramsar est entrée en vigueur en Nouvelle-Zélande le 13 décembre 1976.
En janvier 2020, le pays compte 6 sites Ramsar, couvrant une superficie de 566,39 km2.

## Liste
| Site                       | Île         | Notes | Date            | Superficie (km²) | Altitude (m) | Identifiant Ramsar | Identifiant WDPA | Coordonnées                       | Photo |
| -------------------------- | ----------- | ----- | --------------- | ---------------- | ------------ | ------------------ | ---------------- | --------------------------------- | ----- |
| Zone humide d'Awarua (en)  | Île du Sud  |       | 13 août 1976    | 200,00           | 0 - 15       | 102                | 68116            | 46° 34′ 01″ sud, 168° 31′ 01″ est |       |
| Farewell Spit              | Île du Sud  |       | 13 août 1976    | 113,88           | 0 - 3        | 103                | 68117            | 40° 32′ 35″ sud, 172° 54′ 54″ est |       |
| Whangamarino (en)          | Île du Nord |       | 4 décembre 1989 | 59,23            | 4 - 6        | 443                | 68118            | 37° 18′ 00″ sud, 175° 07′ 01″ est |       |
| Tourbière de Kopuatai (en) | Île du Nord |       | 4 décembre 1989 | 102,01           | 3 - 6        | 444                | 68119            | 37° 25′ 59″ sud, 175° 33′ 00″ est |       |
| Firth of Thames            | Île du Nord |       | 29 janvier 1990 | 89,27            | -1 - 2       | 459                | 68120            | 37° 13′ 01″ sud, 175° 22′ 59″ est |       |
| Estuaire du Manawatu (en)  | Île du Nord |       | 25 juillet 2005 | 2,00             | 0            | 1491               | 902721           | 40° 28′ 59″ sud, 175° 13′ 59″ est |       |